# Guido Münch
Guido Münch Paniagua (San Cristóbal de las Casas, Chiapas; 9 de junio de 1921- Pasadena, 29 de abril de 2020) fue un astrofísico mexicano, especializado en estructuras galácticas y espectroscopia. Doctor Honoris Causa del Instituto Nacional de Astrofísica, Óptica y Electrónica de México, galardonado con el premio Príncipe de Asturias de Investigación Científica y Técnica en 1989.

## Primeros años y formación
Nacido el 9 de junio de 1921 en San Cristóbal de las Casas en los Altos de Chiapas, lugar donde pasa su infancia hasta su ingreso en la Escuela Nacional Preparatoria; momento desde el cual, para solventar sus estudios, trabaja en la Suprema Corte de Justicia de México.
En 1938 ingresó en la Escuela Nacional de Ingeniería de la Universidad Nacional Autónoma de México, donde recibió su licenciatura en 1939, graduándose como Maestro en Ciencias Matemáticas en 1943.
Obtuvo tres becas de la Fundación Guggenheim (1944, 1945 y 1958) en astronomía y astrofísica.
El 1 de abril de 1943 se presenta en el Observatorio Yerkes de la Universidad de Chicago para ocupar el puesto de asistente de telescopio e inicia sus estudios en dicha universidad. En 1946 obtiene el doctorado en astronomía y astrofísica, siendo su supervisor Subrahmanyan Chandrasekhar, con un trabajo sobre atmósferas estelares. y regresa a México para desempeñar tareas de investigación en el Observatorio Tacubaya de la Universidad de México.

## Trayectoria profesional
En 1948 vuelve a la Universidad de Chicago para unirse al equipo de investigación dirigido por Subrahmanyan Chandrasekhar, en el cual se dedica por tres años a la investigación del transporte radiativo en las estrellas. Durante este periodo tuvo contacto con Gerhard Herzberg y William Wilson Morgan quienes lo introdujeron en la espectroscopia.
Es aceptado, en 1953, en el Instituto Tecnológico de California en el cual, por cerca de tres décadas, se dedicará al análisis espectroscópico de la Vía Láctea.
Fue pionero en la técnica de espectroscopia de bandas múltiples e hizo una importante contribución al estudio de la atmósfera en marte y trabajó en la NASA realizando estudios de radiometría infrarroja para los programas Mariner, Viking, Pioneer 10 y Pioneer 11.
En 1977 asume la dirección de la sede del Instituto Max Planck en Heidelberg, Alemania, cargo en el que se desempeña hasta 1991.
Tras abandonar el Instituto Max Planck, en 1989, fijó su residencia en España, en la localidad almeriense de Aguadulce, donde trabajó en el Centro Astronómico hispano-alemán. Entre 1992 y 1996 trabajó en el Instituto de Astrofísica de Canarias (Universidad de La Laguna, Tenerife), donde llevó a cabo varias investigaciones.

## Honores y reconocimientos
- En 1963 es admitido como miembro de la Academia Americana de Artes y Ciencias
- En 1967 ingresa a la Academia Nacional de Ciencias de los Estados Unidos
- En 1974, la NASA le concede la medalla al Mérito Científico Excepcional
- En 1988 la Orden Alfonso X, el Sabio con la Gran Cruz del Reino de España.[1]
- En 1989, la Fundación Príncipe de Asturias le otorga el premio de Investigación Científica y Técnica por su labor científica[3]
- Fue, además, miembro fundador de la Academia de Ciencias del Tercer Mundo (Trieste, 1982).[3]

## Publicaciones
Publicó más de 120 libros y artículos, entre los que cabe destacar
- Las líneas de absorción interestelar en las estrellas lejanas (1957)
- La teoría de las atmósferas de modelo estelar (1960)
- Un análisis del espectro de Marte (1964)
- La estructura galáctica y las líneas de absorción interestelar (1965)
- La estructura de la atmósfera en los planetas mayores (1969)
- La abundancia de helio en Júpiter (1973)